# 盐角草
盐角草（学名：Salicornia europaea），也直譯作海蘆筍，是苋科盐角草属的植物。

## 分佈
分布在日本、欧洲、印度、俄罗斯、北美、非洲、朝鲜以及中国大陆的陕西、新疆、青海、辽宁、内蒙古、山西、甘肃、河北、江苏、宁夏、山东等地，生长于海拔200米至3,000米的地区，见于盐碱地、盐湖旁和海边。目前尚未由人工引种栽培。

## 别名
海蓬子（种子植物名称）